# Sejm piotrkowski 1504
Sejm piotrkowski 1504 – Sejm walny Korony Królestwa Polskiego został zwołany w listopadzie 1503 roku do Piotrkowa.
Poselstwo do Mazowsza wysłano 20–28 listopada, a uniwersał na zjazd kolski wydano ok. 20 grudnia 1503 roku. 
Sejmiki przedsejmowe w województwach odbyły się w połowie grudnia 1503 roku. 
Obrady sejmu trwały od 21 stycznia do 13 marca 1504 roku.